# Burcu Örskaya
Burcu Örskaya Üğdüler (ur. 3 marca 1988) – turecka zapaśniczka walcząca w stylu wolnym. Zajęła piąte miejsce na mistrzostwach świata w 2011. Piąta na mistrzostwach Europy w 2011. Piętnasta na igrzyskach europejskich w 2015. Mistrzyni śródziemnomorska w 2010 i druga w 2011 roku.